# JUBILEE (くるりの曲)
「JUBILEE」（ジュビリー）はロックバンド、くるりの18枚目のシングル。2007年5月30日に発売された。発売元はSPEEDSTAR RECORDS。くるりの7thアルバムである『ワルツを踊れ Tanz Walzer』に収録されている。「大鵬薬品工業チオビタ・ドリンク」CMソングにも採用された。

## 概要
前回のシングルから1年7か月ぶりに発売された。大村達身の脱退を経てから二人組となった後、はじめてリリースされたシングルでもある。
日本のロックバンドとしては初のウィーンでのレコーディングを、昨年からドラムを担当している菊地悠也とともに挑んだくるりは、フランス人の音楽プロデューサーであるステファヌ・"アルフ"・ブリアを迎えてアルバム制作を開始。しかしながら、なかなか順調とはいかず特に「JUBILEE」は作詞などに相当苦戦したとのこと。何とか制作を進めウィーン交響楽団のパーカッショニストであるフリップにストリングスのアレンジを依頼し本シングルは完成した。ミックスはプロデューサーのアルフとエンジニアのディーツが担当。
前述のCMにおいては音源の違うバージョンが存在するが、ライブアルバム『Philharmonic or die』に収録されたものである。

## プロモーション・ビデオ
ドイツ人ディレクター、カチャが監督を担当。ベルリンのスタジオにて撮影を行った。

## 収録曲
作詞・作曲は岸田繁
1. Jubilee gemischt von Dietz
ウィーンのエンジニアであるディーツがミックスを担当したもの。当初はアルフがミックスしたものを1曲目に持ってくる予定であったが、岸田がこちらを気に入り、1曲目に収録された。
2. ヘイ! マイマイ!!
曲名の元ネタはニール・ヤングの「Hey Hey My My」。
3. Jubilee mix par Alf
こちらはアルフがミックスを担当。イントロのアコースティック・ギターのサウンドが特徴。

## カバー
Jubilee
- 土岐麻子 - カバーアルバム『HOME TOWN ～Cover Songs～』（2021年02月17日）に収録[1][2]。

## 演奏
Jubilee 
- 岸田繁：Vocal, Guitars, Strings Arrangement
- 佐藤征史：Bass
- 菊地悠也：Drums
- Flip Philipp：Piano, Strings Arrangement
- Pamelia Kurstin：Theremin
- Nicolas Geremus：Concertmaster
- Sergej Bolothy, Irene Buchmann, Vincendo Dellacorte, Michal Duris, Sabine Fellner, Sebastian Fuhrlinger, Paula Hoechtl, Gordana Jovanovic, Gisela Kulmer：Violin
- Michael Buchmann , Gejza Florian Krisper：Viola
- Bernhard Aichner, Bertin Christelbauer：Cello

ヘイ! マイマイ!!
- 岸田繁：Vocal, Guitars, Vibraslap, Piano
- 佐藤征史：Bass, Chorus
- 菊地悠也：Drums, Chorus
- Patrick Pulsinger：Synthesizer